# ソビエト連邦による満洲占領

ソビエト連邦占領下の満洲
Маньчжурия под оккупацией СССР (ロシア語)

国歌: Государственный гимн СССР（ロシア語）

1945年12月10日の満洲と分断された朝鮮半島

ソビエト連邦による満洲占領（ソビエトれんぽうによるまんしゅうせんりょう）は、1945年8月にソ連が日本の傀儡国家である満洲国に侵攻したことによって起こった。
占領は赤軍（1946年3月以降はソビエト連邦軍）が1946年5月に撤退するまで続いた。

## 経済
中国東北部でのソビエト軍の遅れに関連して、当局は駐屯地に食糧と必需品を供給する問題に注意を払わなければならなかった。中国の金融循環は混沌とした状態にあり、単一の発券銀行は存在しなかった。この状況下で、ソビエト軍部隊に必要な食料やその他の商品およびサービスの代価を支払うために、ソビエト軍司令部は軍票の発行を開始し、その供給はソビエト軍の撤退まで続いた。証紙が貼付されたこの代用紙幣は、中国で新しい紙幣が発売されるまで流通し続けた。